# Az operaház fantomja (musical)
Az operaház fantomja Andrew Lloyd Webber musicalje, amely a francia Gaston Leroux regénye alapján készült. 1986-ban mutatták be Londonban, és azóta is műsoron van.
Webber Christine szerepét akkori feleségének, Sarah Brightmannek írta, aki a londoni és a Broadway-előadásokon játszotta. A darabot Harold Prince rendezte, aki Webber Evita című musicaljét is színre vitte. A dalszövegeket Charles Hart írta, Richard Stilgoe néhány anyagának felhasználásával. Habár a musical vegyes fogadtatást kapott a kritikusoktól, hatalmas közönségsikere lett és a mai napig megy mind a West End-en, mind a Broadwayen, ahol a leghosszabb ideje futó musicalként 2006 januárjában megelőzte a Macskák című musicalt. A musicalek történetében egyedülálló módon a 10.000. előadása 2012-ben volt.

## Cselekménye
A mű főszereplője az Operaház fantomja és Christine Daaé. A fantom az operaház alatt él, mert az arca eltorzult, és nem mutatja meg magát senkinek. Egy zenei zseni, aki gyakran megijeszti az alkalmazottakat, például orgonajátékával. A sötétségből időnként felkísértő alakot az operaházban dolgozók gonosz szellemnek hiszik. A fantom, aki önmagát Eriknek nevezi, megismeri Christine-t, és halott apja sugallatára elkezdi énekelni tanítani, anélkül, hogy mutatkozna, az öltöző falán keresztül. Beleszeret a lányba, és féltékeny lesz a vőlegényére, Raoulra. Egy nap előjön a rejtekhelyéről, az arcát egy maszkkal takarja el. Christine-t a földalatti „lakásába” viszi. A lány meglátja az arcát, pedig a fantom nem akarja, hogy a kinézetével foglalkozzon, hanem, hogy önmagáért szeresse. Nem is akarja visszaengedni a lányt, mert attól tart, hogy a lány nem jön le többé hozzá. A fantom végül mégis belátja, hogy fel kell engednie. A lány, miután elmeséli Raoulnak, hogy látta a fantom arcát, nem tud szabadulni a fantomtól való félelemtől. Később, egy előadás alatt, Erik elrabolja Christine-t, és nem akarja elengedni. A megmentésére érkező Raoult elfogja és megzsarolja a lányt: vagy a felesége lesz, vagy Raoul meghal. Christine megcsókolja a fantomot, aki meghatódottságában elengedi mindkettőjüket. Christine és Raoul elmennek és később összeházasodnak. A fantom ott marad az operaházban, és pár nap múlva belehal szerelmének elvesztésébe, leugrik az operaház tetejéről. Végül Christine temeti el őt, úgy, ahogyan Erik kívánta.

## Magyarországi bemutató
A magyarországi bemutatót 2003. május 31-én tartották a Madách Színházban, amely 2002-ben nyerte el a musical bemutatásának magyarországi jogait. A világon elsőként hazánkban mutatták be a darabot ún. non-replica változatban, vagy is az eredeti, londoni előadáshoz képest eltérő rendezés, jelmez és díszlet került a magyar színpadra. A musical 2003-as bemutatása a Madách Színház új, zenés-színházi korszakának a kezdetét is jelentette. 2022 novemberében ünnepelték a 900. előadást, amely után több eredeti szereplő is távozott a produkcióból (Krassy Renáta, Mahó Andrea, Bot Gábor és Homonnay Zsolt). Jenes Kitti, Haraszti Elvira és Széles Flóra Christineként, Raoul-ként Borbély Richárd és Jenővári Miklós, Monsieur André szerepében Sánta László csatlakozott a rendkívüli sikerű produkcióhoz.

### Alkotók
- Rendező: Szirtes Tamás
- Díszlettervező: Kentaur
- Koreográfus: Seregi László
- Zenei vezető: Kocsák Tibor
- Jelmeztervező: Vágó Nelly
- Világítás és szcenika: Götz Béla
- Rendezői munkatárs: Kutschera Éva és Tatár Eszter

### Szereposztás
| Szerep                   | Eredeti szereposztás                                  | További szereposztás                                                     |
| ------------------------ | ----------------------------------------------------- | ------------------------------------------------------------------------ |
| Az Operaház fantomja     | Csengeri Attila, Miller Zoltán, Sasvári Sándor        | Posta Victor                                                             |
| Christine Daaé           | Bíró Eszter, Király Linda, Mahó Andrea, Krassy Renáta | Fonyó Barbara, Jenes Kitti, Haraszti Elvira, Széles Flóra, Arany Timi    |
| Raoul, Vicomte de Chagny | Homonnay Zsolt, Miller Zoltán, Bot Gábor              | Nagy Sándor, Magyar Bálint, Solti Ádám, Borbély Richárd, Jenővári Miklós |
| Carlotta Giudicelli      | Pelle Erzsébet, Röser Orsolya, Sáfár Mónika           | Pándy Piroska                                                            |
| Umberto Piangi           | Pankotay Péter, Rozsos István, Gerdesits Ferenc       | Szerekován János, Sándor Dávid, Derzsi György                            |
| Monsieur André           | Mikó István, Szerednyey Béla                          | Barát Attila, Lippai László, Sánta László                                |
| Madame Giry              | Bajza Viktória, Bencze Ilona                          | Kecskés Tímea, Wégner Judit                                              |
| Meg Giry                 | Kuthy Patrícia, Ladinek Judit, Várady Viktória        | Lóránt Enikő, Zsitva Réka, Pacskó Dóra                                   |
| Monsieur Firmin          | Galbenisz Tomasz, Weil Róbert                         |                                                                          |
| Monsieur Reyer           | Bognár Zsolt, Laklóth Aladár                          | Borsányi Dániel, Baksa András                                            |
| Monsieur Lefevre         | Koltai János, Lőte Attila                             | Szolnoki Tibor, Sövegjártó Áron                                          |
| Árverés kikiáltó         | Lesznek Tibor, Pusztaszeri Kornél                     | Bognár Zsolt, Lőrincz Sándor, Horesnyi László                            |
| Joseph Bouquet           | Barabás Kiss Zoltán, Vikidál Gyula                    | Ekanem Bálint, Mező Zoltán                                               |